# 唐诗 (足球运动员)
唐诗（1995年1月24日—），中国足球运动员，出生于湖北省武汉市，司职边锋，现效力于中国足球超级联赛球队广州恒大淘宝。

## 俱乐部生涯
唐诗在武汉光谷开始自己的足球生涯。2009年，唐诗加入鲁能足校。2014年5月，他拒绝与山东鲁能签下职业合同，随后加入巴甲球队博塔弗戈青训营。随后，得益于博塔弗戈与皇家马德里之间的青训伙伴关系，他获得了一次在卡斯蒂亚试训的机会。
2015年7月29日，唐诗转会至葡乙球队贡多马尔。2015年8月23日，在球队3–0击败雷阿尔的比赛中，唐诗完成首秀。在2015–16赛季，唐诗为球队出战30场，攻入12球。2016年7月1日，唐诗转会至中甲球队梅州客家，随即被租借到葡超球队费雷拉。2016年10月25日，在葡萄牙联赛杯4–0战胜国民的比赛中，唐诗完成在费雷拉的首秀。
仅仅为费雷拉出战两场杯赛比赛后，在2017年2月，唐诗被转租至中超球队北京中赫国安一个赛季。2017年3月5日，在客场1-2败给广州恒大淘宝的比赛中，唐诗为国安完成首秀。在赛季初期，得益于U-23新规，唐诗是球队的常规首发人选。但是，随着赛季的推进，他的出场时间不断下滑。在主帅何塞·冈萨雷斯下课后，唐诗的位置被巴顿取代。2017赛季，唐诗为球队出战14场中超联赛。
2017年12月24日，唐诗转会加盟中超班霸广州恒大淘宝。